# Rosy Varte
Rosy Varte (geboren am 22. November 1923 in Konstantinopel als  Nevarte Manouelia; gestorben am 14. Januar 2012 in Neuilly-sur-Seine, Frankreich) war eine französische Schauspielerin. 

## Leben
Varte kam in Konstantinopel zur Welt, jedoch zogen ihre Eltern nach Frankreich, als Varte wenige Monate alt war. Sie begann ihre Schauspielkarriere am Theater: Am Théâtre national populaire spielte sie bei Jean Vilar und im Kino spezialisierte sich Rosy Varte nach kleineren Rollen zwischen 1948 und 1955 vor allem auf komische Rollen. Bekanntere Parts hat sie als Schwester des Titelhelden in Mein Onkel Benjamin und als frustrierte Erbin in Pierre Tchernias Le viager. Neben seltenen Hauptrollen wie als Thérèse mit Michel Serrault in La belle affaire spielte Rosy Varte zumeist Nebenrollen, so als eines der Mordopfer im Action-Krimi Angst über der Stadt. Große Popularität brachte ihr die Rolle der Titelheldin der Fernsehserie Maguy, für die sie 1987 mit dem Filmpreis 7 d’Or als Beste Schauspielerin ausgezeichnet wurde.
Rosy Varte war mit dem Regisseur Pierre Badel verheiratet. Sie verstarb 2012 in Neuilly-sur-Seine und wurde auf dem Cimetière Pasteur in Bagnolet beigesetzt.

## Filmografie (Auswahl)
- 1950: Steppenrache (Vendetta en Camargue)
- 1956: Die Wölfe (Pardonnez nos offenses)
- 1956: Schrei des Gewissens (Les assassins du dimanche)
- 1958: In Montmartre wird es Nacht (En légitime défense)
- 1960: Der Gigolo (Le gigolo)
- 1960: Fortunat
- 1961: Freuden der Großstadt (Le tracassin ou Les plaisirs de la ville)
- 1962: Liebe mit zwanzig (L’amour à vingt ans), Episode: Antoine und Colette (Antoine et Colette)
- 1963: Die lieben Verwandten (En famille, 13 contes de Maupassant)
- 1964: Ich war eine männliche Sexbombe (Un monsieur de compagnie)
- 1965: Thomas, der Betrüger (Thomas, l’imposteur)
- 1966 Die Reise des Vaters (Le voyage du père)
- 1966: Nur eine Nacht, Chéri (Les sultans)
- 1969: Der Mann im roten Rock (Mon oncle Benjamin)
- 1969: Die Familienschande (La honte de la famille)
- 1972: Ein charmanter Gauner (Le bar de la fourche)
- 1973: Auch die Engel essen Linsen (La belle affaire)
- 1974: Die Knallköpfe von St. Tropez (La grande nouba)
- 1975: Angst über der Stadt (Peur sur la ville)
- 1979: Der Heiligenschein (La grace)
- 1979: Liebe auf der Flucht (L’amour en fuite)
- 1983: Garçon! Kollege kommt gleich! (Garçon!)
- 1984: Fröhliche Ostern (Joyeuses Pâques)